# Alloxysta abdera
Alloxysta abdera is een vliesvleugelig insect uit de familie van de Figitidae. De wetenschappelijke naam van de soort is voor het eerst geldig gepubliceerd in 1986 door Fergusson.